# William Perry Hay
William Perry Hay  (* 8. Dezember 1872 in  Eureka Illinois; † 26. Januar 1947 in Bradenton, Florida) war ein US-amerikanischer Paläontologe und Zoologe. 
Hay war der älteste Sohn des Zoologen und Paläontologen  Oliver Perry Hay und dessen Ehefrau Mary Emily Howsmon. Er studierte Biologie an der Butler University mit dem Bachelor-Abschluss 1891 und dem Master-Abschluss 1892. Danach lehrte er Zoologie an der Central High School in Washington D.C. und war von 1908 bis 1931 Leiter von Biologie und Chemie an den Washington High Schools (an denen er 1898 bis 1900 schon die Biologie leitete). 
Außerdem lehrte er von 1900 bis 1908 als Professor für Naturgeschichte an der Howard University, war Assistent in Zoologie an der George Washington University und Lecturer an der Georgetown University in Washington D.C. Von 1931 bis 1934 war er Instructor für Zoologie an der McKinley High School. 1934 ging er in den Ruhestand und zog nach Bradenton in Florida. Seine letzte Ruhestätte befindet sich im Manasota Memorial Park im Manatee County. Sein Nachlass und seine Sammlung ging an die University of Florida.
Hay erforschte Evolution und Systematik von Crustaceen in Nordamerika und von Großkrebsen. 1902 benannte er Palaeonisciformes.
Er war Mitglied des Cosmos Club, der American Association for the Advancement of Science, der Biological Society of Washington, der Washington Academy of Science und der Natural Fisheries Society und Gründungsmitglied und von 1901 bis 1904 Präsident des Washington Biological Field Club. Er war im Herausgebergremium von Websters Unabridged Dictionary.
Er war zweimal verheiratet: Anna Aletha McKnow (1868–1938) heiratete er 1902 und Mary Bagby (1873–1954) 1938; er hatte jeweils einen Sohn und eine Tochter aus beiden Ehen.